# John Nkemngong Nkengasong
 (août 2022).
La mise en forme du texte ne suit pas les recommandations de Wikipédia : il faut le « wikifier ».
Les points d'amélioration suivants sont les cas les plus fréquents. Le détail des points à revoir est peut-être précisé sur la page de discussion.
- Les titres sont pré-formatés par le logiciel. Ils ne sont ni en capitales, ni en gras.
- Le texte ne doit pas être écrit en capitales (les noms de famille non plus), ni en gras, ni en italique, ni en « petit »…
- Le gras n'est utilisé que pour surligner le titre de l'article dans l'introduction, une seule fois.
- L'italique est rarement utilisé : mots en langue étrangère, titres d'œuvres, noms de bateaux, etc.
- Les citations ne sont pas en italique mais en corps de texte normal. Elles sont entourées par des guillemets français : « et ».
- Les listes à puces sont à éviter, des paragraphes rédigés étant largement préférés. Les tableaux sont à réserver à la présentation de données structurées (résultats, etc.).
- Les appels de note de bas de page (petits chiffres en exposant, introduits par l'outil «  Source ») sont à placer entre la fin de phrase et le point final[comme ça].
- Les liens internes (vers d'autres articles de Wikipédia) sont à choisir avec parcimonie. Créez des liens vers des articles approfondissant le sujet. Les termes génériques sans rapport avec le sujet sont à éviter, ainsi que les répétitions de liens vers un même terme.
- Les liens externes sont à placer uniquement dans une section « Liens externes », à la fin de l'article. Ces liens sont à choisir avec parcimonie suivant les règles définies. Si un lien sert de source à l'article, son insertion dans le texte est à faire par les notes de bas de page.
- La présentation des références doit suivre les conventions bibliographiques. Il est recommandé d'utiliser les modèles {{Ouvrage}}, {{Chapitre}}, {{Article}}, {{Lien web}} et/ou {{Bibliographie}}. Le mode d'édition visuel peut mettre en forme automatiquement les références.
- Insérer une infobox (cadre d'informations à droite) n'est pas obligatoire pour parachever la mise en page.

Pour une aide détaillée, merci de consulter Aide:Wikification.
Si vous pensez que ces points ont été résolus, vous pouvez retirer ce bandeau et améliorer la mise en forme d'un autre article.
Ne doit pas être confondu avec John Nkengasong.
John Nkemngong Nkengasong de son nom complet John Ngosong Nkemngong Nkengasong né en 1959 à Lewoh et mort le 11 juin 2023 , est un dramaturge, écrivain, poète et universitaire camerounais. Il est souvent considéré comme un « visionnaire radical » du Cameroun anglophone et un « ardent défenseur de la créativité novatrice et croisé pour la vérité », comme le démontrent ses romans, sa poésie, ses nouvelles, mais surtout ses pièces de théâtre.

## Biographie

### Enfance
John Nkemngong Nkengasong passe une partie de sa petite enfance dans sa ville natale de Lewoh, une communauté au sein de la tribu Nweh du Lebialem, dans la région du Sud-Ouest du Cameroun. Les paysages escarpés et verdoyants de la campagne et sa culture splendide sont richement représentés dans ses écrits.

### Études et carrière
En 1971, il termine l'école primaire et s'est inscrit à l'Our Lady Seat of Wisdom (Cameroun) (en). À cet âge, il prend de la centralité de la créativité littéraire dans l'expérience humaine et il commence à écrire des poèmes dont certains ont été publiés dans le magazine du collège. Après avoir obtenu son diplôme du lycée, il étudie l'anglais à l'université de Yaoundé, se spécialisant en littérature anglaise tout en suivant des cours facultatifs en arts du théâtre. Entre 1979 et 1982, les années de ses études de premier cycle, il écrit des poèmes dont certains ont été publiés dansThe Mould, un journal d'écriture créative fondé par Bole Butake et dans The New Horizons, un autre journal d'écriture créative et critique fondé par Tala Kashim Ibrahim. Avec une licence en anglais obtenue en 1982, il s'inscrit au deuxième cycle de l'École supérieure de formation des maîtres de l'université de Yaoundé et obtient son diplôme de professeur de lycée en 1984. Tout en enseignant au lycée, il poursuit ses études supérieures, obtenant une maîtrise en 1985 et en 1993, un doctorat de troisième cycle de l'université de Yaoundé. Il est recruté comme maître de conférences à l'université de Yaoundé I en 2000, et en 2004, il obtient un doctorat en études littéraires anglaises. L'université offre un terrain fertile pour explorer ses talents créatifs naissants, menant à la publication de plusieurs pièces de théâtre, œuvres en prose, poésie et essais qui lui valent une reconnaissance nationale et internationale.
Il devient professeur de littérature et d'études culturelles à l'université de Yaoundé I et également chef de département « HOD » à l'université de Buéa. Outre ses œuvres créatives, il publie de nombreux ouvrages sur la littérature et la culture africaines, les littératures britanniques et postcoloniales et le pidgin camerounais.

### Mort
John Nkemngong Nkengasong décède dans la nuit du 11 juin 2023 à l'âge de 64 ans.

## Œuvres
Auteur et critique prolifique, Nkengasong écrit des œuvres qui traversent les genres et les disciplines. Son imagination créatrice s'inspire de sa culture native Nweh et de la complexité multiculturelle, sociale et politique du Cameroun, particulièrement définie par l'histoire du pays et ses multiples héritages coloniaux. Ses œuvres, notamment ses pièces de théâtre, sont remarquablement innovantes, postmodernes et parfois radicalement absurdes dans leur forme et leur contenu. Elles se concentrent essentiellement sur les interrelations entre l'histoire, la nation et la culture en Afrique et sont présentées dans un style qui « transcende les démarcations fluides des dogmes théoriques ».
Black Caps and Red Feathers est sa première publication majeure qui donne le signal de ce qui sera considéré plus tard comme une carrière enrichissante. La pièce est « une remarquable pièce en deux actes qui constitue la vision individuelle de l'auteur sur la condition humaine ». Elle est remarquable pour sa structure et son contenu absurdes ainsi que pour ses expérimentations de techniques surréalistes.
Son premier roman et son œuvre la plus connue, Across the Mongolo, est publié en 2004. Outre son riche contexte culturel, il s'agit d'une expression subtile de l'angoisse contre l'humiliation et l'assujettissement des peuples minoritaires d'Afrique, victimes de la géopolitique coloniale. Il écrit également des poèmes qui ont été publiés dans un recueil intitulé Letters to Marion (And the Coming Generations), publié en 2009. La poésie est « construite sur l'humour, l'ironie et l'imagerie bestiale » et traite d'un large éventail de questions, y compris « les afflictions de l'Afrique.... les petites querelles qui ont transformé l'Afrique contemporaine en un champ de bataille »,.
Ses écrits le conduisent dans de nombreuses régions du monde. Il est notamment écrivain en résidence dans le cadre du Programme international d'écriture (IWP) de l'université de l'Iowa. Il est écrivain invité au Corpus Christi College, à Oxford, à l'université de New York, au Chicago Humanities Festival, à l'université Howard, à l'université nationale de Singapour et à l'université d'Augsbourg, entre autres.
En février 2018, il otient la prestigieuse bourse du Rockefeller Foundation Bellagio Center en Italie, pour l'écriture académique.

## Distinctions
- 2008 : Membre honoraire en écriture décerné par l'université de l'Iowa
- 2013 : Prix Eko de littérature

### Décoration
- 2016 :   Ordre de la Valeur